# Julia Afanaseva Berg
Julia Andrejevna Afanaseva Berg (ryska: Юлия Андреевна Афанасьева), född Julia Asefasjeva den 24 februari 1988, är en rysk lobbyist.
Julia Afanaseva utbildade sig i statskunskap vid Sankt Petersburgs statliga universitet. Därefter arbetade hon på nyhetsbyrån Rosbalt och på en miljöorganisation. Hon engagerade sig politiskt i partiet Rättvisa Ryssland.
Hon har lett African Association for Free Research and International Cooperation (AFRIC), en Sankt Petersburg-baserad lobbyinstitution för att främja ryska intressen i Afrika, som anses kontrollerad av den ryske oligarken Jevgenij Prigozjin.
Julia Afanaseva fördes i april 2021 upp på den amerikanska regeringens sanktionslista mot organisationer och individer som bedömts inblandande i ryska dolda åtgärder för att påverka val i USA.